# Tegelgotik
Tegelgotik (tyska: Backsteingotik) är en framför allt i Nordeuropa förekommande, förenklad gotik, utförd i tegel.  
Tegelgotiken blomstrade under 1300-talet, bland annat i Nordtyskland och ses i många hansastäder, liksom i andra städer omkring Östersjön, varför stilen i den regionen även kallas baltisk tegelgotik.
Också många av de byggnader i nygotisk stil som uppfördes i Nordeuropa under  1800-talets senare hälft är byggda i tegel.

## Byggnader uppförda i tegelgotik
- Frauenkirche i München.
- Ordensborgen Malbork.

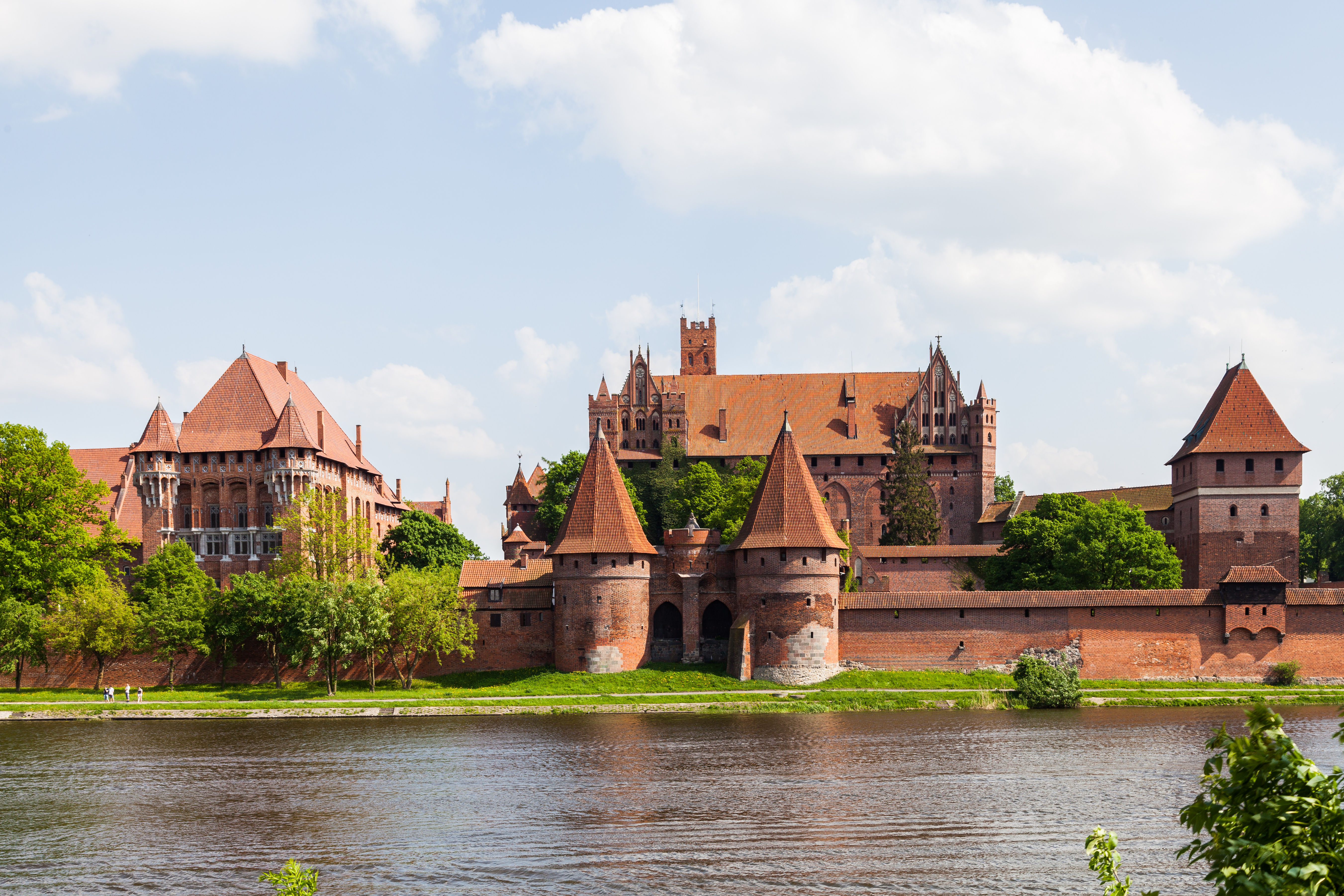
Borgen Malbork

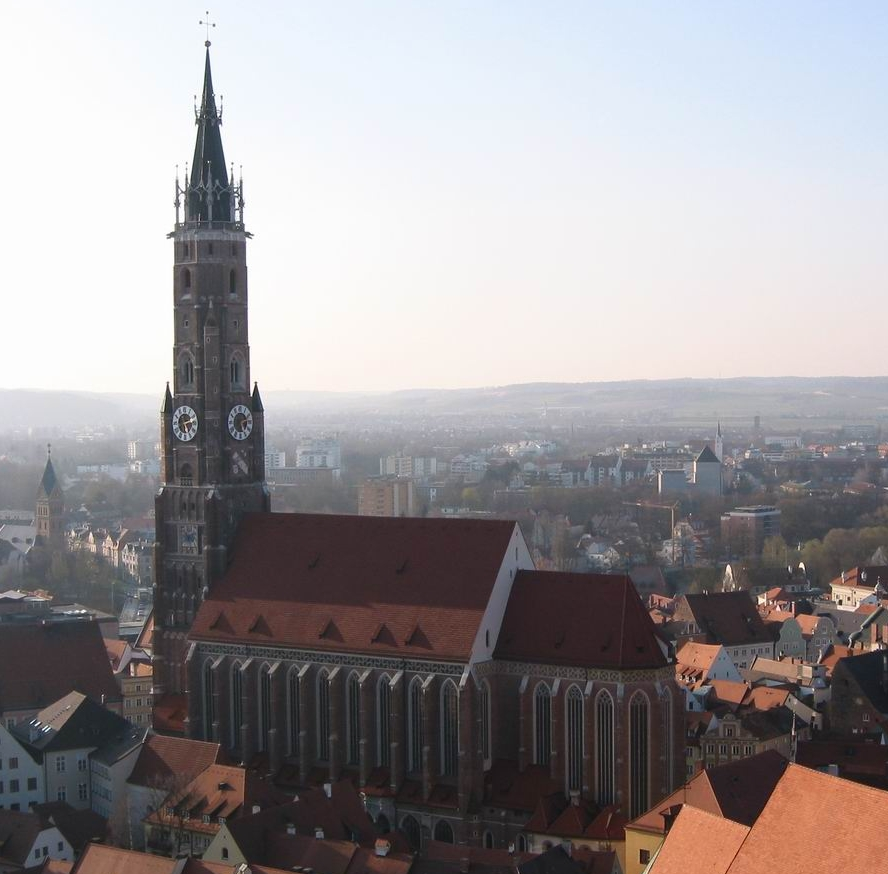
Martinskyrkan i Landshut

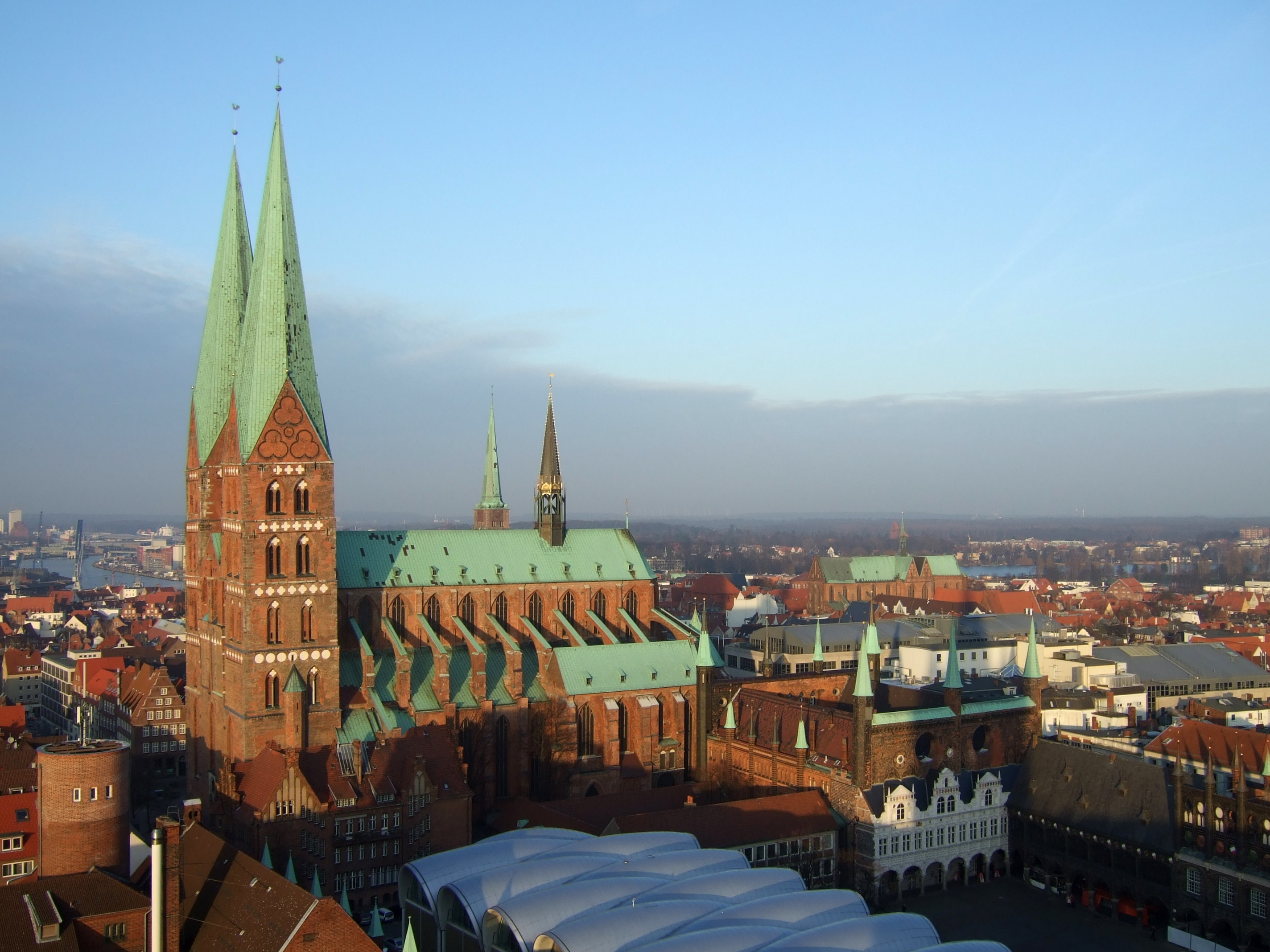
Mariakyrkan i Lübeck. Till höger rådhuset, som också är delvis uppfört i tegelgotik.

- Mariakyrkan i Gdansk är världens största tegelgotiska kyrka.
- Martinskyrkan i Landshut är världens högsta tegelbyggnad.
- Mariakyrkan i Lübeck är den tredje största kyrkan i Tyskland och anses vara stilbildande inom tegelgotiken.
- Uppsala domkyrka
- Sankt Petri kyrka i Malmö
- Riddarholmskyrkan i Stockholm.
- Storkyrkan i Stockholm är uppförd i tegelgotik, men fasaden är sedan dess ombyggd.
- Stralsunds rådhus
- Strängnäs domkyrka
- Tangermündes rådhus.
- Västerås domkyrka
- Sankt Peters klosters kyrka i Lund.